# تاتیانا آریزا
تاتیانا آریزا (انگلیسی: Tatiana Ariza؛ زادهٔ ۲۱ فوریهٔ ۱۹۹۱) بازیکن فوتبال اهل کلمبیا است.
وی همچنین در تیم‌های ملی فوتبال Colombia women's national under-17 football team, Colombia women's national under-20 football team، و تیم ملی فوتبال زنان کلمبیا بازی کرده‌است.